# شان هونگ
شان هونگ (انگلیسی: Shan Hong؛ زادهٔ ۱۰ فوریهٔ ۱۹۶۷) تیرانداز زن اهل چین بود. وی در بازی‌های المپیک تابستانی ۲۰۰۰ حضور داشته‌است.